# Tumuli du Bois des Tombes
Les tumuli du Bois des Tombes sont deux tumuli situés dans la commune belge de Waremme en province de Liège. 
Ils sont repris sur la liste du patrimoine exceptionnel de la Région wallonne depuis le 30 septembre 1981.

## Localisation
Ces tumuli se situent dans le Bois des Tombes, un quadrilatère d'environ 7 ha se trouvant au sud-ouest de la ville hesbignonne de Waremme le long de la route nationale 69, anciennement chaussée romaine et appelée localement chaussée du Bois des Tombes.

## Description
Le tumulus nord-est présente une hauteur de 11,55 m, une longueur de 54,25 m et une largeur de 52,50 m. Celui du sud-ouest a une hauteur de 11,90 m, une longueur de près de 56 m et une largeur de 50,70 m. Il comprend un caveau carré de 3 m de côté et de 1,30 m de hauteur.
Des fouilles menées en 1944 ont permis de constater que les tumuli avaient été pillés. Un muret entoure la base de chaque tumulus.
Le tumulus est repris sur la liste du patrimoine immobilier classé de Waremme et sur la liste du patrimoine exceptionnel de la Région wallonne.